# Jeux Nathan
Pour les articles homonymes, voir Nathan.
Jeux Nathan était un éditeur de jeux de société basé en France, appartenant à la maison d'édition Nathan. Son catalogue comprenait des jeux électroniques, des jeux éducatifs (dont les Jouets Mako, connus pour leur Mako moulages) et des puzzles. Après la vente, en 1998, des jeux Nathan à Ravensburger, l'intégralité des jeux est passée sous la marque Ravensburger, ce dernier n'ayant pas l’autorisation d'utiliser la marque Nathan, propriété de la maison d'édition.
Depuis mars 2007, la société espagnole Diset publie de nouveaux jeux, essentiellement éducatifs, commercialisés sous licence sous la marque Nathan pour les jeux et jouets grand public. Les jeux Nathan sont en 2019 les jeux éducatifs les plus vendus en France selon NPD. La fabrication, la commercialisation et le marketing sont faits par Diset à Barcelone, sa filiale française de distribution étant basée à Artigues-près-Bordeaux en Gironde.

## Histoire
Au sein de Nathan, les jeux Nathan appartiennent successivement à CEP Communication, Havas, puis Vivendi. Ce dernier revend les jeux Nathan en juin 1998 à Ravensburger tout en conservant la maison d'édition. Trois mois après la reprise est décidée l'arrêt de la production de jouets sur le site de Méru, qui devient alors un lieu de stockage. La fabrication des puzzles est transférée dans l'usine Ravensburger de Chalon-sur-Saône, et les jeux éducatifs Nathan sont délocalisés dans celle de Ravensburg. Deux ans plus tard, la marque jeux Nathan disparait, en 2001 l'usine de Chalon est fermée, puis en 2006 le site de Méru.

## Quelques jeux édités
- L'Odyssée, ??
- La Conquête du pétrole, 1974
- Shogun, 1979, Teruo Matsomuto
- Richesses du monde, 1982, Christian Pachis
- les Grosses Têtes, 1983
- Le Défi de Musclor, 1984, Dan Glimne
- Club Voyage 1, Club Voyage 2, 1989, Sylvie Barc et Philippe des Pallières
- Tintin et le piège du Totem D'Hor, 1991, Dominique Tellier
- La Belle et la Bête, 1992, Pascal Thoniel
- Aladdin, 1993, Pascal Thoniel
- Dinosaurus, 1993, Philippe des Pallières, Patrice Pillet et Didier Jacobée
- Marsupilami, 1993, Dominique Ehrhard
- À vos marques, 1994, Pierre Bellet et Pascal Thoniel
- Spirou et les champignons géants, 1995, Philippe des Pallières, Patrice Pillet, Jean-Charles Rodriguez et Sylvie Barc
- Les Trésors des cités perdues, 1995, Dominique Tellier
- Obélix contre Hattack, 1996, Dominique Tellier
- Enigmo, 1997, Haim Shafir
- Le Fantôme de Mac Gregor, 1998, Dominique Ehrhard
- Le Maître du rayon, 1998, Dominique Ehrhard
- Motus,1993
- Questions pour un champion,1996
- Des chiffres et des lettres, 1996